# Saël Kumbedi
Saël Kumbedi, né le 26 mars 2005 à Stains, en Seine-Saint-Denis, est un footballeur français d'origine congolaise qui évolue au poste d'arrière droit à l'Olympique lyonnais.

## Biographie

### Carrière en club

#### Formation et début de carrière avec Le Havre (2019-2022)
Passé notamment par le centre de formation du PSG, Kumbedi fréquente différents clubs amateurs de la région parisienne, avant de rejoindre Le Havre en 2019.
Il fait ses débuts en équipe senior avec les Havrais le 13 novembre 2021, titularisé lors d'une victoire 2-0 en coupe de France contre Vierzon,.
Le 19 mars 2022, le jeune latéral fait ses débuts en Ligue 2 lors d'un match difficile contre Caen qui aboutira à une défaite 2-4 à domicile, où il s'illustre par un triste record de précocité, devenant le plus jeune joueur à recevoir un carton rouge dans la compétition, alors qu'il est expulsé après être entré en jeu,. Pour autant, cela ne l'empêche pas de connaitre sa première titularisation à droite de la défense le mois suivant lors d'un match de deuxième division chez l'AC Ajaccio.
En parallèle de ses premiers pas en professionnel lors de cette saison 2021-22, Kumbedi prend également part aux matchs de Coupe Gambardella, notamment à la victoire 1-0 en 16e de finale contre le Paris Saint-Germain d'Ismaël Gharbi et Warren Zaïre-Emery.
Lors du début de la saison 2022-2023, il est installé au sein du groupe professionnel du Havre par Luka Elsner. Il joue quatre matchs en six journées de Ligue 2 et est pour la première fois passeur décisif lors d'une victoire havraise six buts à zéro face à l'AS Saint-Étienne.

#### Découverte de la Ligue 1 à l'Olympique lyonnais (depuis 2022)
Le 31 août 2022, il signe un contrat de trois ans en faveur de l'Olympique lyonnais contre un million d'euros et 15 % d'intéressement sur une éventuelle plus-value future pour son club formateur.
Initialement sous contrat jusqu'en 2025, il voit son contrat prolongé jusqu'au 30 juin 2027 en avril 2023.

### Carrière en sélection
Saël Kumbedi est international français en équipe de jeune, recevant sa première sélection avec l'équipe de France des moins de 17 ans le 26 octobre 2021 lors d'une victoire 3-0 en match de qualification au championnat d'Europe, auteur notamment d'une passe décisive sur le but de Tom Saettel.
En avril 2022, il est sélectionné avec la France pour la phase finale de l'Euro des moins de 17 ans 2022 organisée en Israël. Il s'impose comme un titulaire lors de cette compétition continentale. Il impressionne et marque deux buts en finale, permettant à la France de devenir championne d'Europe des moins de 17 ans.
Il participe au tournoi Maurice Revello avec l'équipe de France espoirs en juin 2023.
Sa sélection en équipe de France U20 est envisagée pour la Coupe du monde 2023 mais l'Olympique lyonnais refuse de le laisser partir.

## Style de jeu
Le défenseur latéral est décrit par ses formateurs comme un « latéral droit moderne, qui a aussi la possibilité de jouer à gauche, avec une forte capacité à se projeter vers l'avant, [...] bon contre-attaquant » : « c'est aussi un garçon très difficile à battre sur les un contre un, il est extrêmement véloce, très tonique ».

## Statistiques
| Saison                | Club                  | Championnat           | Championnat | Championnat | Championnat | Coupe(s) nationale(s) | Coupe(s) nationale(s) | Coupe(s) nationale(s) | Compétition(s) continentale(s) | Compétition(s) continentale(s) | Compétition(s) continentale(s) | Compétition(s) continentale(s) | Total | Total | Total |
| Saison                | Club                  | Division              | M.          | B.          | P.d.        | M.                    | B.                    | P.d.                  | Comp.                          | M.                             | B.                             | P.d.                           | M.    | B.    | P.d.  |
| 2021-2022             | Le Havre AC           | Ligue 2               | 2           | 0           | 0           | 1                     | 0                     | 0                     | -                              | -                              | -                              | -                              | 3     | 0     | 0     |
| 2022-2023             | Le Havre AC           | Ligue 2               | 4           | 0           | 1           | -                     | -                     | -                     | -                              | -                              | -                              | -                              | 4     | 0     | 1     |
| Sous-total            | Sous-total            | Sous-total            | 6           | 0           | 1           | 1                     | 0                     | 0                     | -                              | -                              | -                              | -                              | 7     | 0     | 1     |
| 2022-2023             | Olympique lyonnais    | Ligue 1               | 20          | 0           | 2           | 3                     | 0                     | 0                     | -                              | -                              | -                              | -                              | 23    | 0     | 2     |
| 2023-2024             | Olympique lyonnais    | Ligue 1               | 17          | 0           | 2           | 2                     | 0                     | 0                     | -                              | -                              | -                              | -                              | 19    | 0     | 2     |
| 2024-2025             | Olympique lyonnais    | Ligue 1               | 14          | 0           | 0           | 1                     | 0                     | 0                     | C3                             | 4                              | 0                              | 0                              | 19    | 0     | 0     |
| 2025-2026             | Olympique lyonnais    | Ligue 1               | 1           | 0           | 0           | 0                     | 0                     | 0                     | C3                             | 0                              | 0                              | 0                              | 1     | 0     | 0     |
| Sous-total            | Sous-total            | Sous-total            | 52          | 0           | 4           | 6                     | 0                     | 0                     | -                              | 4                              | 0                              | 0                              | 62    | 0     | 4     |
| Total sur la carrière | Total sur la carrière | Total sur la carrière | 58          | 0           | 5           | 7                     | 0                     | 0                     | -                              | 4                              | 0                              | 0                              | 69    | 0     | 5     |

## Palmarès

### Palmarès
France -17 ans
- Championnat d'Europe -17 ans (1) :
  - Vainqueur en 2022.